# Yann Andréa
Ne pas confondre avec le roman Yann Andréa Steiner.
Pour les articles homonymes, voir Lemée.
Yann Lemée, dit Yann Andréa, né le 24 décembre 1952 à Guingamp et mort le 10 juillet 2014 dans le 6e arrondissement de Paris, est un écrivain français. Il est, de 1980 à 1996, le dernier compagnon de Marguerite Duras, qui lui confie dans son testament la responsabilité de son œuvre littéraire.

## Biographie

### Vie avec Duras
Alors qu'il est jeune étudiant en philosophie à Caen, au milieu des années 1970, il découvre l'œuvre de Marguerite Duras en lisant Les Petits Chevaux de Tarquinia : « C'est une sorte de coup de foudre. Ensuite j'ai tout quitté, tous les autres livres. J'ai commencé à lire, tous les livres d'elle. »
Lors de la projection du film India Song en 1975 au cinéma Lux de Caen, il fait la connaissance de Marguerite Duras, avec qui il commence une relation épistolaire : « Je lui dis : Je voudrais vous écrire. Elle donne une adresse à Paris. Elle dit : Vous pouvez m'écrire à cette adresse. Et ça commence. Dès le lendemain, j'écris une lettre et je ne m'arrête plus. J'écris tout le temps. »
Pourtant Marguerite Duras, pendant cinq ans, ne répond pas. « Et puis en 1980, elle m'envoie L'Homme assis dans le couloir. C'est la première fois que ça arrive : j'aime moins. Je ne veux pas mentir. Elle le sentira immédiatement. Je ne réponds pas. Je cesse d'écrire. »
Marguerite Duras, elle, continue de lui envoyer ses nouvelles publications, Le Navire Night et les Aurélia Steiner, Les Mains négatives. Yann recommence à écrire, jusqu'à l'été 1980. C'est l'année où il téléphone à Marguerite Duras, qui séjourne à Trouville et rédige des chroniques pour le journal Libération. Elle lui demande de venir la rejoindre : « J'appelle. Je dis : C'est Yann. Elle parle. Ça dure longtemps. Et elle dit : venez à Trouville, ce n'est pas loin de Caen, on prendra un verre ensemble. » Yann Andréa se rend dès lors à Trouville pour rencontrer celle qu'il admire. Il ne repartira pas.
Yann Andréa fait alors son entrée dans la vie et l'œuvre de Duras. Marguerite Duras le rebaptise : « Le nom du père, elle le supprime. Elle garde le prénom, Yann. Et elle ajoute le prénom de ma mère : Andréa. Elle dit : avec ce nom, vous pouvez être tranquille, tout le monde va le retenir, on ne peut pas l'oublier. »
Bien qu'homosexuel, il devient le compagnon de Marguerite Duras, qui est son aînée de trente-huit ans. Pendant seize années, jusqu'à la mort de Duras, il partagera avec cette dernière une vie passionnelle et artistique conflictuelle, mais pleinement littéraire,. Il nourrit l'œuvre de Marguerite Duras, tant d'un point de vue littéraire que cinématographique. Il participera également à l'agencement de certaines de ses œuvres et un des livres de Marguerite Duras porte son nom : Yann Andréa Steiner.

### Écriture
Yann Andréa fait son entrée en littérature en 1983 avec M.D., édité par les éditions de Minuit, un récit qui revient sur l'hospitalisation de Marguerite Duras.
Très éprouvé par la mort de Marguerite Duras en 1996, Yann Andréa fait deux ans plus tard la connaissance de Maren Sell, alors directrice des Éditions Pauvert, qui l'encourage à raconter son histoire dans un livre. Avec le soutien de son éditrice, il rédige Cet amour-là, « livre-témoignage » sur ses années de vie aux côtés de Marguerite Duras. Paru en 1999, il fait l'objet d'une adaptation cinématographique, en 2001, par Josée Dayan, avec Jeanne Moreau dans le rôle de Marguerite Duras et Aymeric Demarigny dans celui de Yann Andréa.
La même année, une polémique l'oppose au fils de Marguerite Duras, Jean Mascolo, qui a tenté de publier sans son accord La Cuisine de Marguerite, un livre réunissant des recettes de cuisine de sa mère. Yann Andréa parvient à faire interdire en justice la publication de cet ouvrage ; le testament de l'écrivain lui a en effet confié un rôle d'« exécuteur littéraire », tandis que Jean Mascolo héritait des droits patrimoniaux. La notion d'exécuteur littéraire n'existant pas en droit français, le tribunal statue que Marguerite Duras a confié à Yann Andréa le droit moral de son œuvre.
Il publie en 2000 un roman intitulé Ainsi. Alors que Cet amour-là avait été un succès de librairie, ce nouveau livre passe inaperçu. En 2001 paraît son dernier ouvrage, Dieu commence chaque matin. Tous les livres de Yann Andréa tournent autour de sa relation avec Marguerite Duras, dont le style d'écriture l'influence beaucoup.

### Dernières années

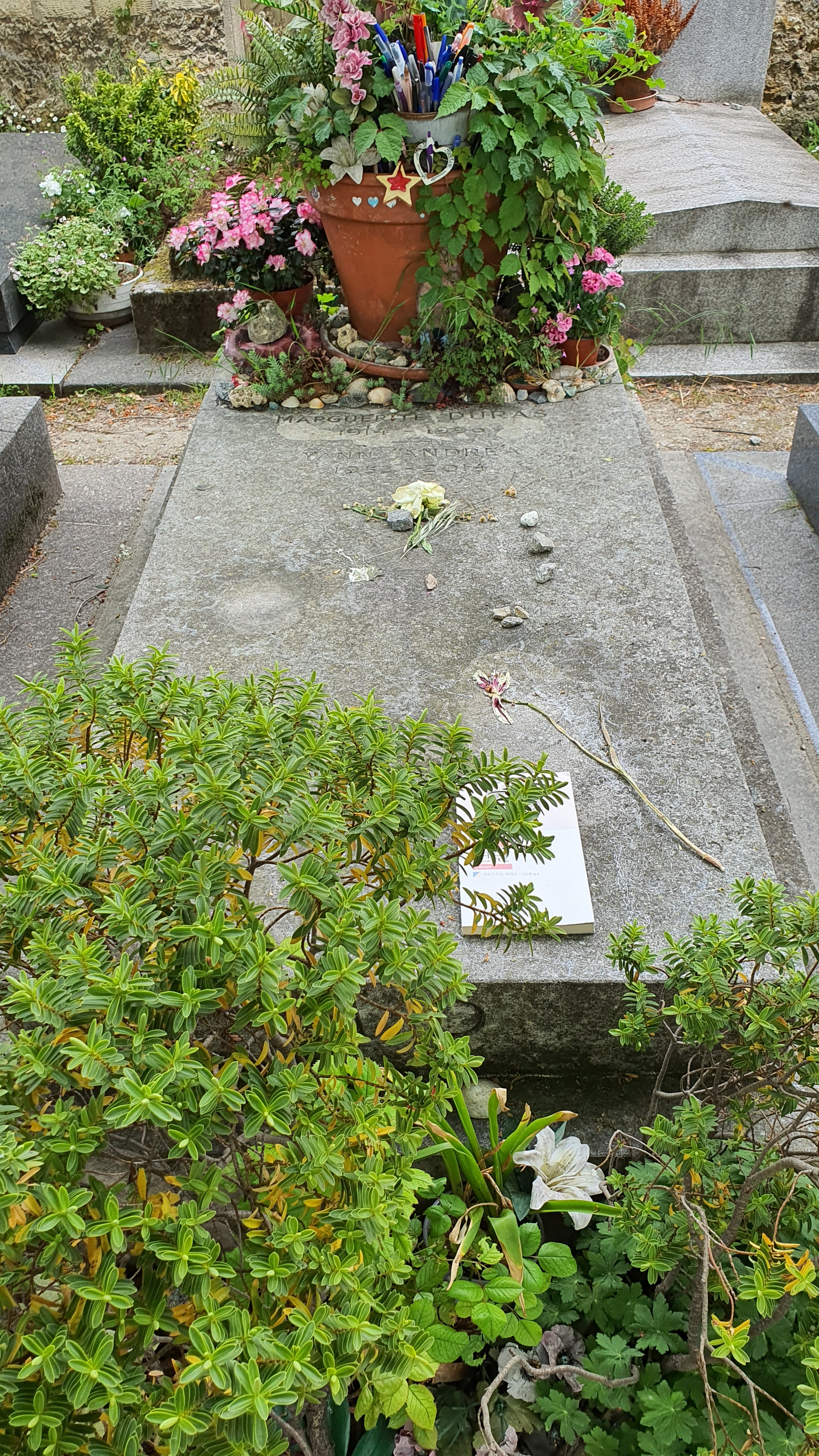
Tombe de Yann Andréa et de Marguerite Duras au cimetière du Montparnasse (division 21).

Selon le témoignage de Maren Sell, Yann Andréa vit très mal l'échec de son deuxième livre et ce qu'il ressent comme une « impuissance créatrice », alors même que l'écriture est au centre de son existence. Il se retire ensuite de la vie publique, n'intervenant que pour contribuer à l'édition posthume de certaines des œuvres de Duras. En 2005, il est attaqué en justice par Jean Mascolo, qui l'accuse d'avoir falsifié le testament de sa mère ; il est finalement relaxé.
Au moment du centenaire de la naissance de Marguerite Duras, Yann Andréa ne fait aucune apparition publique. Retrouvé mort dans son appartement quelques mois plus tard, en juillet 2014, il est inhumé au cimetière du Montparnasse dans la tombe de Marguerite Duras.
En 2016, Maren Sell publie L'Histoire, un livre dans lequel elle raconte ses rapports avec Yann Andréa, et la liaison qu'elle a elle-même vécue avec ce dernier. L'ouvrage comprend plusieurs « lettres-poèmes » adressées par Yann Andréa à son éditrice, qui tentait de lui faire retrouver le chemin de l'écriture. Paraît également Je voudrais parler de Duras, un entretien inédit entre Yann Andréa et Michèle Manceaux, que Claire Simon a porté à l'écran en 2022 avec Swann Arlaud et Emmanuelle Devos dans Vous ne désirez que moi.

## Œuvres

### Littérature

#### Romans et récits
- M.D., Paris, Minuit, 1983.
- Cet amour-là, Paris, Pauvert, 1999.
- Ainsi, Paris, Pauvert, 2000.
- Dieu commence chaque matin, Paris, Bayard, 2001.
- L'Histoire, avec Maren Sell, Paris, Fayard/Pauvert, 2016.
- Je voudrais parler de Duras, avec Michèle Manceaux, Paris, Fayard/Pauvert, 2016.

#### Autres textes
- « A vous M.D », Vogue, 5 septembre, 1993.
- Postface à La Mer écrite de Marguerite Duras, sur photographies d'Hélène Bamberger, Paris, Marval, 1996.
- « L'adieu du Boulevard Raspail », dans Le Bureau de poste de la rue Dupin de Marguerite Duras et François Mitterrand, Paris, Gallimard, 2006.

### Éditions
Yann Andréa a également participé à l'édition de certaines œuvres de Marguerite Duras :
- La Jeune fille et l'enfant, Paris, Éditions des Femmes, 1981, coll. "Bibliothèque des voix".
  - Adaptation de L'Été 80 par Yann André, lu par Marguerite Duras.
- Outside, Paris, Albin Michel, 1981.
- C'est tout, édition définitive, Paris, P.O.L., 1999.

## Filmographie

### Cinéma
- 1981 : acteur dans Agatha et les lectures illimitées de Marguerite Duras.
- 1981 : acteur dans L'Homme atlantique de Marguerite Duras.
- 2001 : coscénariste de Cet amour-là de Josée Dayan.

## Critiques
Dans Technikart, Magali Aubert considère les ouvrages de Yann Andréa comme des « catastrophes mimétiques  » dont l'écriture ne serait, de fait, qu'une copie du style durassien : c'est une « tentative de reproduction fascinante d’un style qu’il parvient parfois à maîtriser mais qui ne lui appartient pas. » Le Figaro souligne à cet égard que « La critique n'a pas toujours été tendre avec l'écrivain Yann Andréa, rappelant souvent que son style relevait davantage du mimétisme durassien que d'un talent personnel ».